# John Stafford Smith
John Stafford Smith (Gloucester, 30 marzo 1750 – Londra, 21 settembre 1836) è stato un compositore, organista e musicologo britannico, noto per aver composto To Anacreon in Heaven, la cui musica venne utilizzata per l'inno degli Stati Uniti d'America..

## Biografia
Figlio dell'organista della Cattedrale di Gloucester, andò a intraprendere il proprio percorso musicale a Londra.